# Aeroportul Trail
Aeroportul Trail (IATA: YZZ) este un aeroport din Columbia Britanică, Canada.
Situat la o altitudine de 435 m, aeroportul dispune de o singură pistă.